# Xianlong
Xianlong (kinesiska: 仙龙) är en köping i sydvästra Kina. Den ligger i stadsdistriktet Yongchuan i storstadsområdet Chongqing, omkring 89 kilometer sydväst om det centrala stadsdistriktet Yuzhong. Antalet invånare är 36 561. Befolkningen består av 18 415 kvinnor och 18 146 män. Barn under 15 år utgör 23,0 %, vuxna 15-64 år 60 %, och äldre över 65 år 15,0 %.